# Tinnunculite
La tinnunculite è un minerale di origine antropogenica. Deriva il suo nome dalla specie di falco Falco tinnunculus.

## Origine e giacitura
Si forma con l'interazione dei gas della combustione dei residui delle miniere di carbone con il guano degli uccelli, in particolare del Falco Tinnunculus presso il bacino minerario di Chelyabinsk in Russia.

## Forma in cui si presenta in natura
Forma placche aventi le dimensioni 3/4 cm per uno spessore di 0,4 cm, costituite da microcristalli piatti aventi sfaldatura parallela alla base della placca.